# Genshiryoku Kisei Iinkai
Der Genshiryoku Kisei Iinkai (jap. 原子力規制委員会, dt. etwa „Atomkraftregulierungsausschuss“; engl. Nuclear Regulation Authority) ist eine selbstständige Behörde (gaikyoku, „Außenamt“) des japanischen Umweltministeriums, die die Sicherheit in japanischen Kernkraftwerken und verwandten Anlagen reguliert und überwacht. Der Ausschuss mit Hauptsitz in Roppongi, Bezirk Minato, Präfektur Tokio wurde am 19. September 2012 erklärtermaßen eingerichtet, um die im Zuge der Nuklearkatastrophe von Fukushima 2011 bemängelte Unabhängigkeit der Atomaufsicht zu stärken. Er übernimmt die bisherigen Aufgaben der Genshiryoku Anzen-Hoan-in beim Wirtschafts- und Industrieministerium, des „Atomkraftsicherheitsausschusses“ (Genshiryoku Anzen Iinkai, engl. Nuclear Safety Commission of Japan) des Kabinettsbüros und eines Teils der Atomkraftsicherheitsabteilung im Kultus- und Wissenschaftsministerium. Ihm fallen auch Entscheidungen über Wiederinbetriebnahmen der – 2012 mehrheitlich abgeschalteten – Kernkraftwerke zu.
Der Vorsitzende und die vier übrigen Mitglieder des Ausschusses werden vom Premierminister mit Zustimmung beider Kammern des nationalen Parlaments für fünfjährige Amtszeiten berufen. Der Vorsitzende wird – wie unter anderem Minister, Botschafter oder Richter am OGH – als ninshōkan formal vom Tennō ernannt. Die eigentliche Regulierungsbehörde, die Genshiryoku Kisei-chō (原子力規制庁), ist dem Ausschuss untergeordnet – eine ähnliche Beziehung existiert in der japanischen Zentralregierung zwischen der Nationalen Kommission für Öffentliche Sicherheit und der Polizeibehörde.
Der erste Vorsitzende des Ausschusses war der Kernenergietechniker Shun’ichi Tanaka, ehemals Vorsitzender des Genshiryoku Iinkai, eines Beratungsgremiums des Kabinettsbüros; Leiter (chōkan; engl. Generalsekretär) der untergeordneten Behörde ist seit 2015 Yasuhiro Shimizu, ein ehemaliger Abteilungsleiter im Umweltministerium und vorher ab 2014 stellvertretender Leiter (jichō) der Behörde.